# Prangos bornmuelleri
Prangos bornmuelleri är en flockblommig växtart som beskrevs av Hub.-mor. och Reese. Prangos bornmuelleri ingår i släktet Prangos och familjen flockblommiga växter. Inga underarter finns listade i Catalogue of Life.